# Zwölferturm
De Zwölferturm is een middeleeuwse toren, gelegen in Italië in de stad Vipiteno.

## Geschiedenis
De toren werd gebouwd tussen 1468 en 1472. De oorspronkelijke torenspits brandde in 1867 af. In 1868 kreeg de toren zijn huidige trapgevel. De toren doet dienst als stadspoort. 